# Naïve
Naïve is een single van The Kooks. Het nummer is afkomstig van het album Inside in/Inside out en het is de eerste notering in de Nederlandse Single Top 100 voor de band. Het nummer is geschreven door Luke Pritchard toen hij 16 jaar oud was.

## Tracks
- Cd VSCDT1911

1. "Naïve" - 3:23
2. "Hiding Low" - 2:01

- 7" VS1911

1. "Naïve" - 3:23
2. "Tea and Biscuits"

- Maxi-cd VSCDX1910

1. "Naïve" - 2:23
2. "I Love that Girl"
3. "Naïve" (demo)
4. "Naïve" (video) - 3:28
5. "You Don't Love Me" (live from Fopp Tour)

## Hitnoteringen

### NederlandseSingle Top 100
| Hitnotering: (Week 1 t/m 4) 29-07-2006 t/m 19-08-2006 Hitnotering (Week 5) 02-09-2006 | Hitnotering: (Week 1 t/m 4) 29-07-2006 t/m 19-08-2006 Hitnotering (Week 5) 02-09-2006 | Hitnotering: (Week 1 t/m 4) 29-07-2006 t/m 19-08-2006 Hitnotering (Week 5) 02-09-2006 | Hitnotering: (Week 1 t/m 4) 29-07-2006 t/m 19-08-2006 Hitnotering (Week 5) 02-09-2006 | Hitnotering: (Week 1 t/m 4) 29-07-2006 t/m 19-08-2006 Hitnotering (Week 5) 02-09-2006 | Hitnotering: (Week 1 t/m 4) 29-07-2006 t/m 19-08-2006 Hitnotering (Week 5) 02-09-2006 | Hitnotering: (Week 1 t/m 4) 29-07-2006 t/m 19-08-2006 Hitnotering (Week 5) 02-09-2006 | Hitnotering: (Week 1 t/m 4) 29-07-2006 t/m 19-08-2006 Hitnotering (Week 5) 02-09-2006 |
| Week:                                                                                 | 1                                                                                     | 2                                                                                     | 3                                                                                     | 4                                                                                     |                                                                                       | 5                                                                                     |                                                                                       |
| ------------------------------------------------------------------------------------- | ------------------------------------------------------------------------------------- | ------------------------------------------------------------------------------------- | ------------------------------------------------------------------------------------- | ------------------------------------------------------------------------------------- | ------------------------------------------------------------------------------------- | ------------------------------------------------------------------------------------- | ------------------------------------------------------------------------------------- |
| Positie:                                                                              | 82                                                                                    | 87                                                                                    | 86                                                                                    | 82                                                                                    | uit                                                                                   | 96                                                                                    | uit                                                                                   |

### VlaamseUltratop 50
| Hitnotering: (Week 1 t/m 19) 29-07-2006 t/m 02-12-2006 Hitnotering (Week 20) 16-12-2006 Hitnotering (Week 21 t/m 22) 13-01-2007 t/m 20-01-2007 | Hitnotering: (Week 1 t/m 19) 29-07-2006 t/m 02-12-2006 Hitnotering (Week 20) 16-12-2006 Hitnotering (Week 21 t/m 22) 13-01-2007 t/m 20-01-2007 | Hitnotering: (Week 1 t/m 19) 29-07-2006 t/m 02-12-2006 Hitnotering (Week 20) 16-12-2006 Hitnotering (Week 21 t/m 22) 13-01-2007 t/m 20-01-2007 | Hitnotering: (Week 1 t/m 19) 29-07-2006 t/m 02-12-2006 Hitnotering (Week 20) 16-12-2006 Hitnotering (Week 21 t/m 22) 13-01-2007 t/m 20-01-2007 | Hitnotering: (Week 1 t/m 19) 29-07-2006 t/m 02-12-2006 Hitnotering (Week 20) 16-12-2006 Hitnotering (Week 21 t/m 22) 13-01-2007 t/m 20-01-2007 | Hitnotering: (Week 1 t/m 19) 29-07-2006 t/m 02-12-2006 Hitnotering (Week 20) 16-12-2006 Hitnotering (Week 21 t/m 22) 13-01-2007 t/m 20-01-2007 | Hitnotering: (Week 1 t/m 19) 29-07-2006 t/m 02-12-2006 Hitnotering (Week 20) 16-12-2006 Hitnotering (Week 21 t/m 22) 13-01-2007 t/m 20-01-2007 | Hitnotering: (Week 1 t/m 19) 29-07-2006 t/m 02-12-2006 Hitnotering (Week 20) 16-12-2006 Hitnotering (Week 21 t/m 22) 13-01-2007 t/m 20-01-2007 | Hitnotering: (Week 1 t/m 19) 29-07-2006 t/m 02-12-2006 Hitnotering (Week 20) 16-12-2006 Hitnotering (Week 21 t/m 22) 13-01-2007 t/m 20-01-2007 | Hitnotering: (Week 1 t/m 19) 29-07-2006 t/m 02-12-2006 Hitnotering (Week 20) 16-12-2006 Hitnotering (Week 21 t/m 22) 13-01-2007 t/m 20-01-2007 | Hitnotering: (Week 1 t/m 19) 29-07-2006 t/m 02-12-2006 Hitnotering (Week 20) 16-12-2006 Hitnotering (Week 21 t/m 22) 13-01-2007 t/m 20-01-2007 | Hitnotering: (Week 1 t/m 19) 29-07-2006 t/m 02-12-2006 Hitnotering (Week 20) 16-12-2006 Hitnotering (Week 21 t/m 22) 13-01-2007 t/m 20-01-2007 | Hitnotering: (Week 1 t/m 19) 29-07-2006 t/m 02-12-2006 Hitnotering (Week 20) 16-12-2006 Hitnotering (Week 21 t/m 22) 13-01-2007 t/m 20-01-2007 | Hitnotering: (Week 1 t/m 19) 29-07-2006 t/m 02-12-2006 Hitnotering (Week 20) 16-12-2006 Hitnotering (Week 21 t/m 22) 13-01-2007 t/m 20-01-2007 |
| Week: | 1 | 2 | 3 | 4 | 5 | 6 | 7 | 8 | 9 | 10 | 11 | 12 | 13 |
| --- | --- | --- | --- | --- | --- | --- | --- | --- | --- | --- | --- | --- | --- |
| Positie: | 50 | 43 | 38 | 30 | 15 | 16 | 19 | 19 | 20 | 21 | 22 | 20 | 24 |
| Week: | 14 | 15 | 16 | 17 | 18 | 19 | | 20 | | 21 | 22 | | |
| Positie: | 28 | 32 | 33 | 34 | 40 | 48 | uit | 49 | uit | 50 | 48 | uit | |

### NPO Radio 2 Top 2000
| Nummer met noteringen in de NPO Radio 2 Top 2000 | '15  | '16  |
| ------------------------------------------------ | ---- | ---- |
| Naïve                                            | 1660 | 1992 |

1. ↑  Een vetgedrukt getal geeft de hoogste notering aan.
2. ↑  2015 was het eerste jaar met een notering voor dit nummer.
3. ↑  Deze tabel is bijgewerkt tot en met de laatste editie (2024).

## Glenn Claes
In de vijfde liveshow van eerste seizoen van The Voice van Vlaanderen zong Glenn Claes op 2 maart 2012 het nummer Naïve. Op 5 maart 2012 werd het nummer verkrijgbaar als muziekdownload. Een week later kwam de single op nummer 32 binnen in de Vlaamse Ultratop 50.

### Hitnotering

#### VlaamseUltratop 50
| Hitnotering: 17-03-2012 t/m 24-03-2012 | Hitnotering: 17-03-2012 t/m 24-03-2012 | Hitnotering: 17-03-2012 t/m 24-03-2012 | Hitnotering: 17-03-2012 t/m 24-03-2012 |
| Week:                                  | 1                                      | 2                                      |                                        |
| -------------------------------------- | -------------------------------------- | -------------------------------------- | -------------------------------------- |
| Positie:                               | 32                                     | 46                                     | uit                                    |